# Zhao Yongsheng
Zhao Yongsheng, född 16 april 1970, är en friidrottare från Kina. Han deltog vid olympiska sommarspelen 1996.